# داني بارو
داني بارو (بالإنجليزية: Danny Barrow)‏ (16 نوفمبر 1995 في المملكة المتحدة - ) هو لاعب كرة قدم بريطاني في مركز الوسط. لعب مع نادي باث سيتي.

## وصلات خارجية
- داني بارو على موقع اتحاد السويد (السويدية)
- داني بارو على موقع قاعدة بيانات كرة القدم.إي يو (الإنجليزية)
- داني بارو على موقع Soccerway.com (الإنجليزية)